# أندريس كرسبو (ممثل)
أندريس كرسبو هو مخرج وممثل إكوادوري، ولد في 3 ديسمبر 1970 في غواياكيل في الإكوادور.

## وصلات خارجية
- أندريس كرسبو على موقع IMDb (الإنجليزية)
- أندريس كرسبو على موقع ألو سيني (الفرنسية)
- أندريس كرسبو على موقع أول موفي (الإنجليزية)
- أندريس كرسبو على موقع قاعدة بيانات الفيلم (الإنجليزية)
- أندريس كرسبو على موقع كينوبويسك (الروسية)